# خیدیب
خیدیب (به لاتین: Khidib) یک منطقهٔ مسکونی در روسیه است که در داغستان واقع شده‌است.